# Arkesios
Arkesios (eller Arkeisios, latinska former Arcesius eller Arceisius) var enligt Odysséen kung av Ithaka och far till Laërtes, Odysseus far.
Arkesios var enligt Hyginus fabler son till Kefalos och prinsessan Prokris, och gift med Khalkomedusa. När Ovidius låter Odysseus redogöra för sin härstamning i sina Metamorfoser (Ajax och Odysseus, bok XIII) sägs dock att Arkesios skulle varit son till guden Zeus själv. Arkesios nämns också i Odysséens fjortonde sång där Odysseus svinaherde Eumaios refererar till honom som "gudalike Arkesios".